# Lodivod

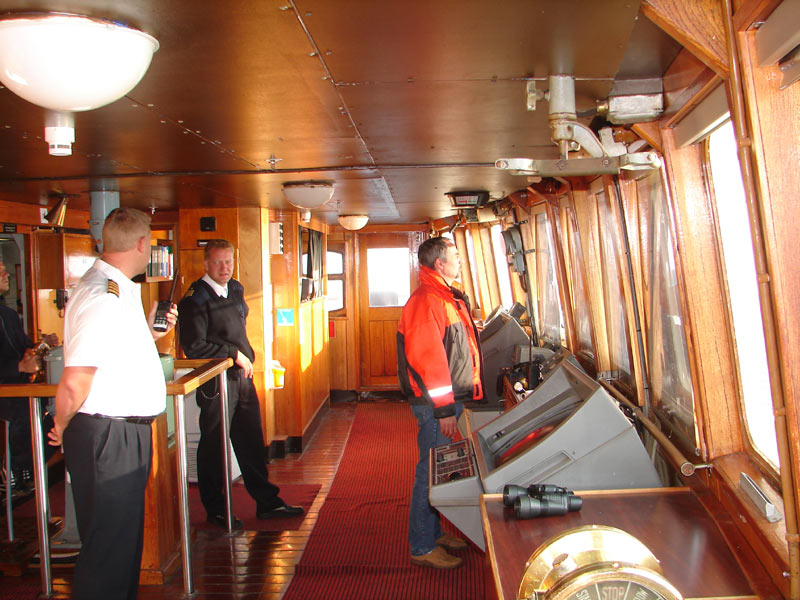
Kapitán, kormidelník a lodivod

Lodivod (někdy také pilot z anglického překladu maritime pilot) je námořník, který vede lodě skrz nebezpečné vody nebo oblasti s hustým provozem, například přístavy či ústí řek. Kromě Panamského průplavu má lodivod jen poradní funkci, lodi dále velí velitel lodi (kapitán).
V britském právu definuje článek 742 zákona Merchant Shipping Act 1894 lodivoda jako „jakoukoli osobu, která nepřísluší k lodi, kterou vede“. Jinými slovy, někoho, kdo nepatří k posádce lodi a ovládá rychlost a směr lodi.
Lodivodství je starou profesí, je však stále v námořní bezpečnosti jednou z nejdůležitějších. Ekonomická a ekologická rizika u dnešních velkých nákladních lodí činí roli lodivoda zcela zásadní.

## České právo
Podle českého zákona o námořní plavbě je velitel plavidla oprávněn najmout lodivoda i pro oblasti, kde není jeho využití povinné, pokud to pokládá za nezbytné pro bezpečnost plavby. Odpovědnost velitele lodi zůstává v případě najmutí lodivoda nedotčena, ledaže podle místních předpisů lodivod přebírá odpovědnost za řízení lodi.

## Fotogalerie

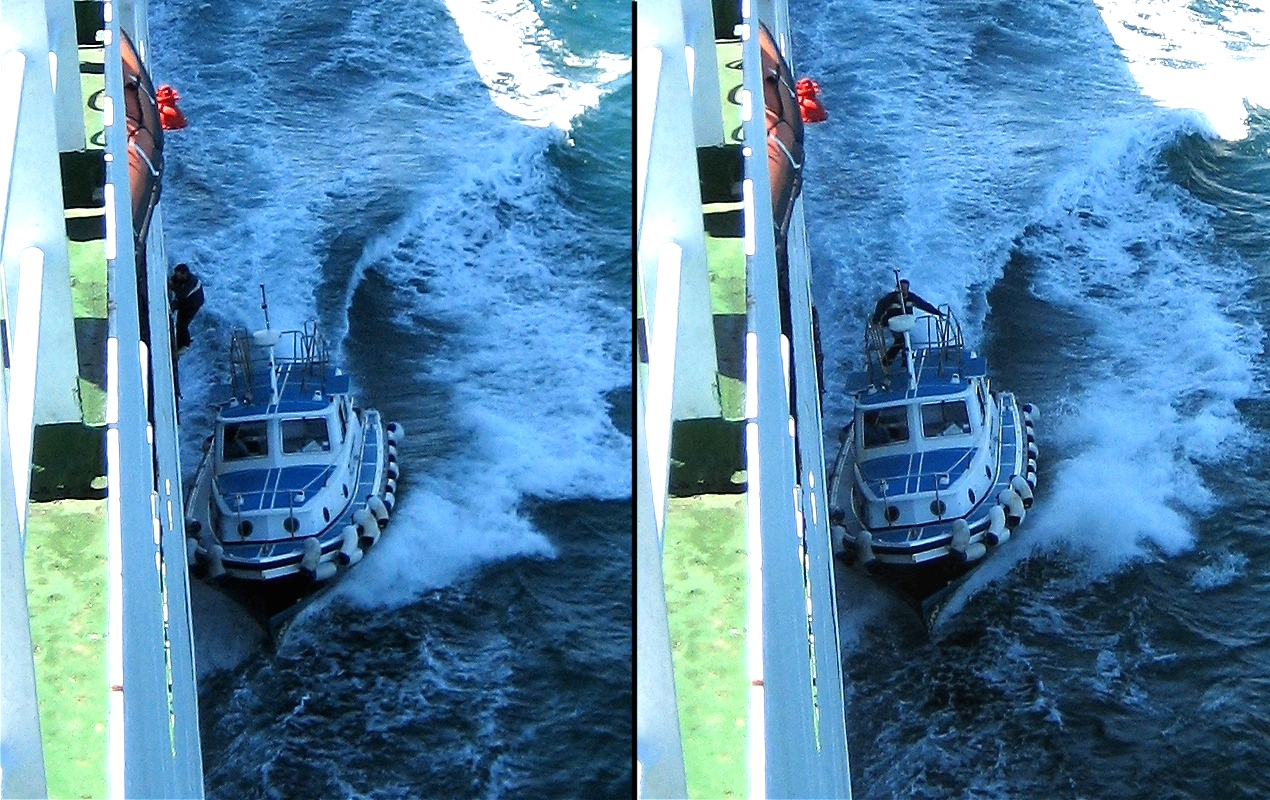
Lodivod splnil svou pracovní povinnost a opouští trajekt
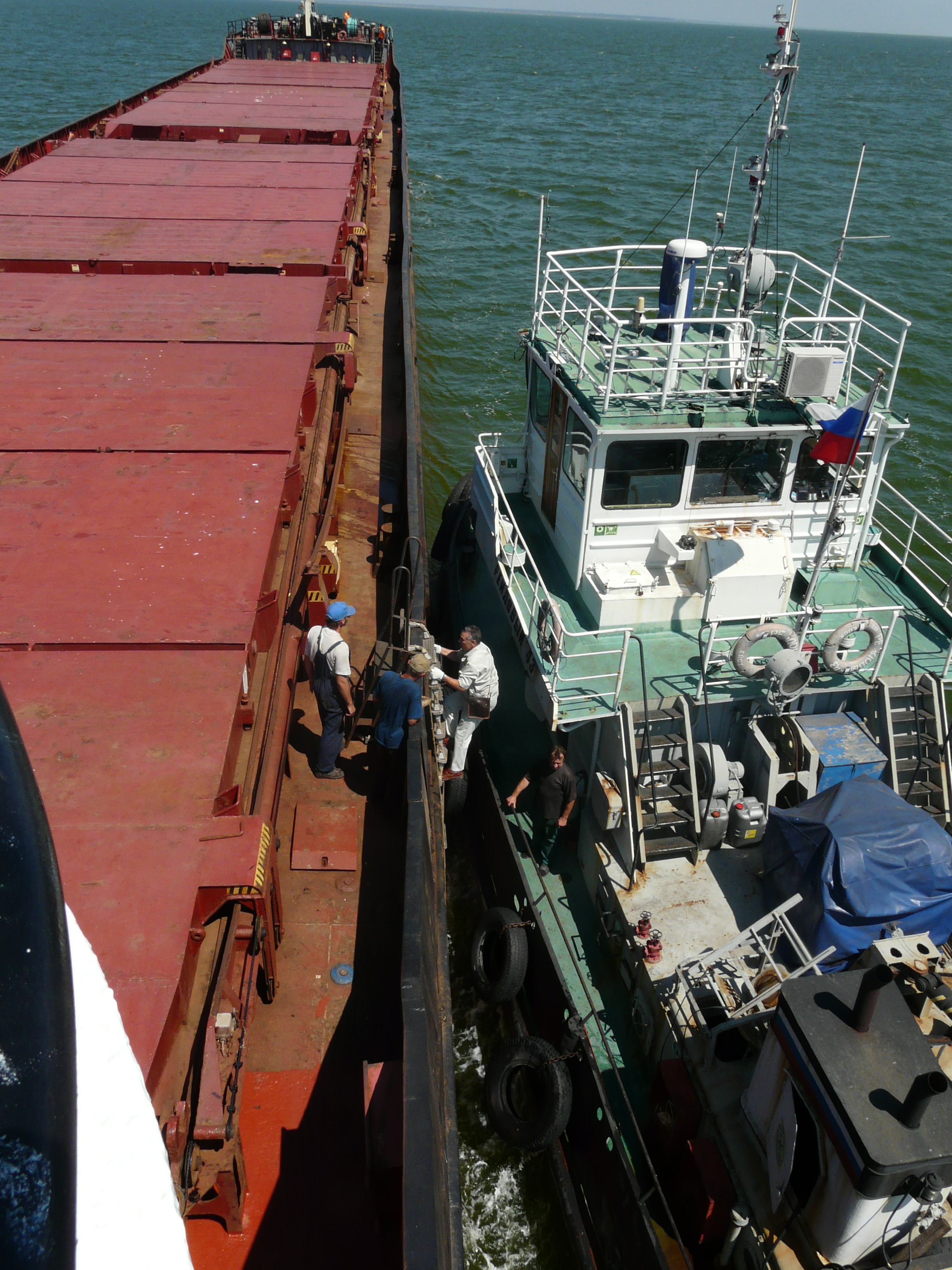
Lodivod na žebříku
Signální vlajka: Lodivod na palubě
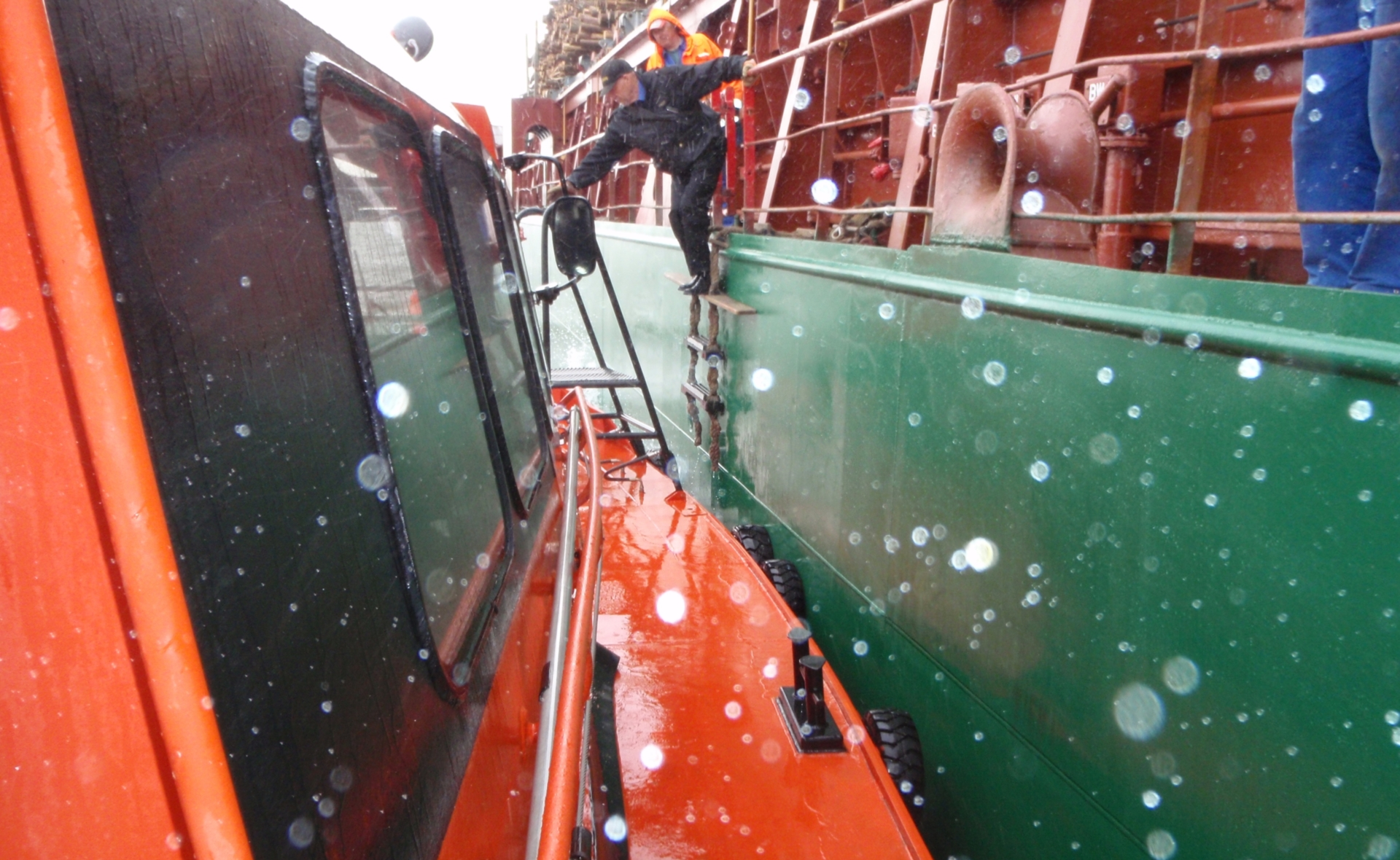
Lodivod se vrací na svou loď
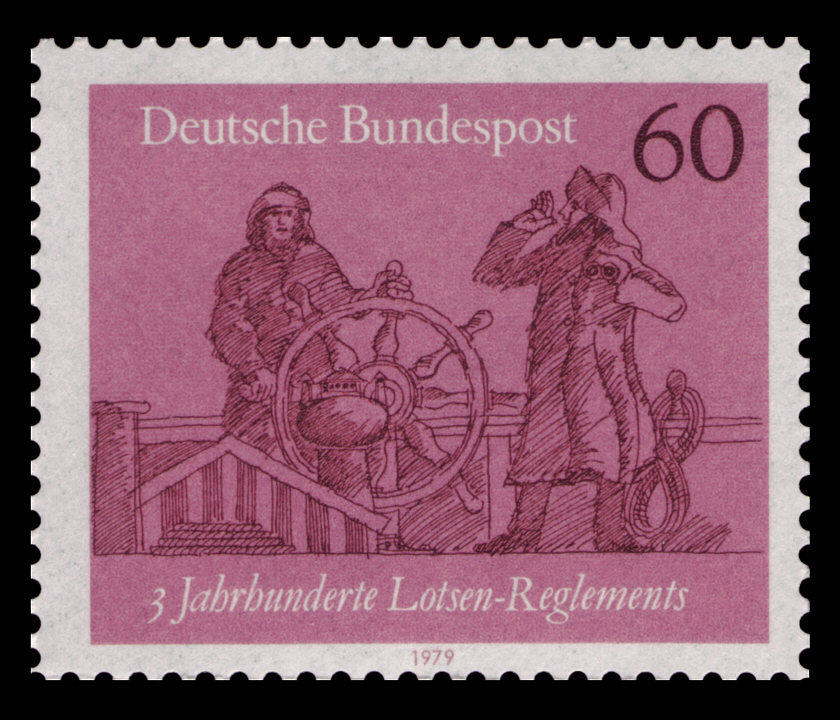
Lodivod na známce německé pošty
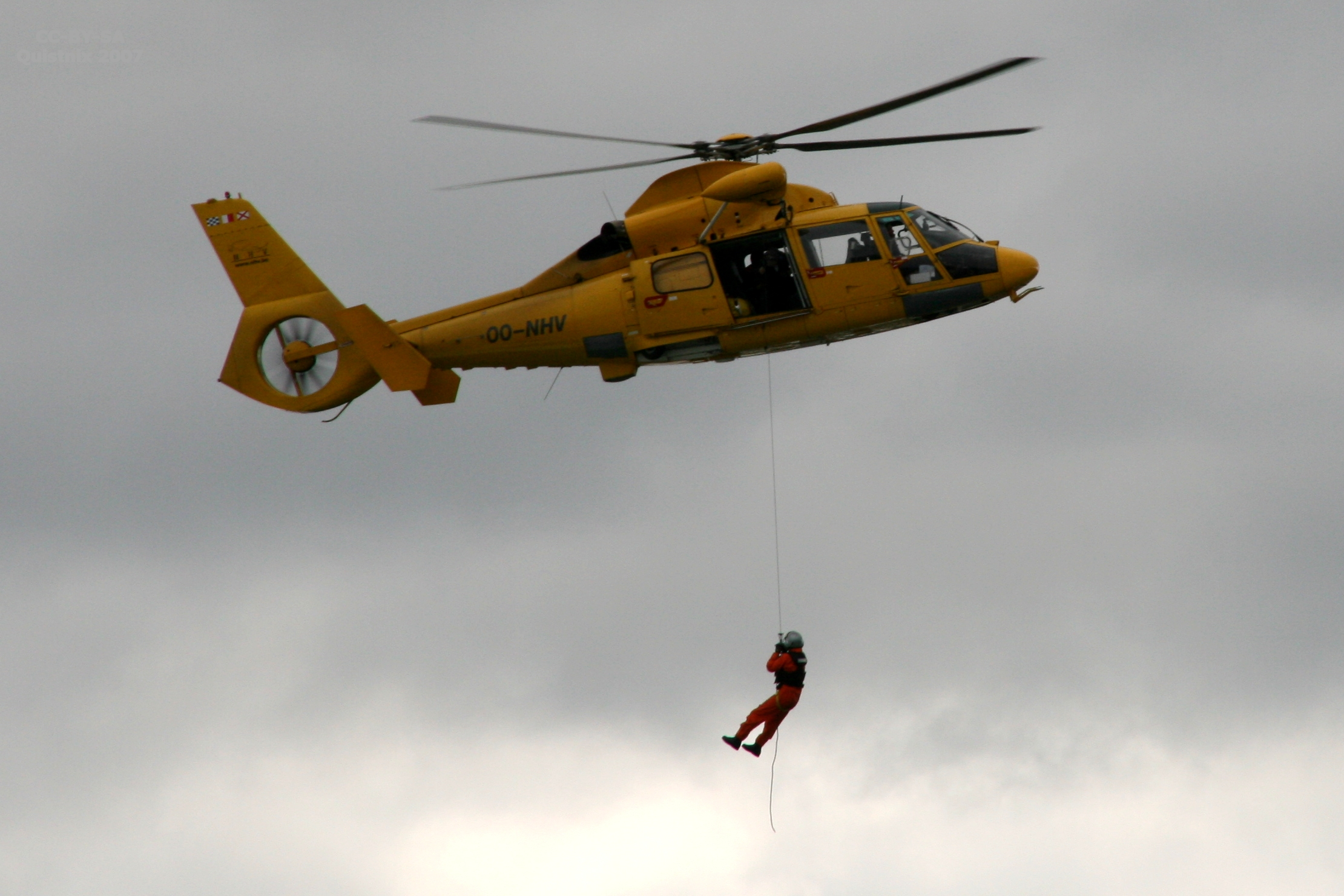
Lodivod dopravovaný helikoptérou